# Liste der Bodendenkmale in Reichenbach im Vogtland
In der Liste der Bodendenkmale in Reichenbach im Vogtland sind die Bodendenkmale der Stadt Reichenbach im Vogtland und ihrer Ortsteile nach dem Stand der Auflistung von Volkmar Geupel aus dem Jahr 1983 aufgelistet. Eventuelle Änderungen und Ergänzungen, insbesondere aus der Zeit nach der Wende, sind nicht berücksichtigt, da für Sachsen aktuell keine neueren allgemein zugänglichen Bodendenkmallisten vorliegen. Die Baudenkmale sind in der Liste der Kulturdenkmale in Reichenbach im Vogtland aufgeführt.
| Denkmal-ID | Fundart            | Ortsteil | Bezeichnung          | Zeitstellung    | Lage                                                                     | Bemerkungen | Bild |
| ---------- | ------------------ | -------- | -------------------- | --------------- | ------------------------------------------------------------------------ | --- | ---- |
| ?          | Befestigung > Burg | Mylau    | Wehranlage „Schloss“ | Mittelalter     | Ortsmitte, auf einem Bergsporn zwischen der Göltzsch und einem Nebenbach | Höhenburg in Spornlage, durch Schloss überbaut und verändert, Abschnittsgräben in Norden und Süden, annähernd umlaufende Ringmauer, im Nordwesten vorgelagerter Burggarten mit Umfassungsmauer, Schutz seit 7. Juli 1956 |      |
| ?          | besonderer Stein   | Mylau    | Steinkreuz           | Spätmittelalter | Abzweig der Friedhofstraße vom Obermylauer Berg                          | Schutz seit 19. November 1963 |      |
| ?          | besonderer Stein   | Rotschau | Kreuzstein           | Spätmittelalter | südöstlich des Orts an der Straße nach Mühlwand                          | Kreuz mit Querstrichen auf einer und Radkreuz auf anderer Seite, Schutz seit 24. Februar 1964 |      |